# Russula paludosa
Russula paludosa là một loài nấm ăn được trong chi Russula. Đây là loài phổ biến ở châu Âu và Bắc Mỹ.